# Chiesa dei Santi Gervasio e Protasio (Granozzo con Monticello)
La chiesa dei Santi Gervasio e Protasio, detta anche chiesa dei Santi Gervaso e Protaso, è la parrocchiale di Monticello, frazione del comune sparso di Granozzo con Monticello, in provincia e diocesi di Novara; fa parte dell'unità pastorale di Novara Sud-Ovest.

## Storia
Fino alla prima metà del XII secolo la comunità di Monticello risultava essere sottoposta direttamente, per quanto riguarda i battesimi, alla cattederale di Novara; se ne affrancò per interessamento dei signori da Monticello, a patto che, però, la terza parte della tassazione sacramentale fosse ceduta ai canonici del capitolo del duomo cittadino.
Nel XIV secolo, invece, Monticello è attestata come sede di una pieve.
All'inizio del Seicento venne costruita la nuova parrocchiale, la cui consacrazione fu impartita il 6 maggio 1608 dal vescovo di Novara Carlo Bascapè.
Originariamente alla chiesa era annesso al camposanto, che però nel 1807 fu trasferito fuori dal centro abitato, presso l'oratorio di San Rocco.
Nel 1904 l'interno dell'edificio fu interessato da un intervento di restauro e di decorazione.

## Descrizione

### Facciata
La facciata della chiesa, rivolta a sudest e abbellite da specchiature, presenta centralmente il portale d'ingresso e una finestra murata e ai lati due nicchie con statue ed è scandita da quattro lesene tuscaniche sorreggenti la trabeazione con iscrizione dedicatoria e il timpano di forma triangolare.
Annesso alla parrocchiale è il campanile a base quadrata, la cui cella presenta su ogni lato una monofora a tutto sesto ed è coperta dal tetto a quattro falde.

### Interno
L'interno dell'edificio si compone di un'unica navata, sulla quale si affacciano le cappelle laterali, introdotte da archi a tutto sesto, e le cui pareti sono caratterizzate dalla cornice modanata e aggettante sopra la quale si impostano le volte lunettate; al termine dell'aula si sviluppa il presbiterio, rialzato di alcuni gradini, ospitante l'altare maggiore e chiuso dall'abside di forma poligonale. 
Qui sono conservate diverse opere di pregio, tra le quali le pitture raffiguranti i Santi Gervasio e Protasio, gli Evangelisti e la Trinità e la pala avente come soggetto l'Annunciazione, risalente al XVII secolo.